# Czyściec (film 2020)
Czyściec – polski film religijny z 2020 roku. Film zrealizowany na podstawie wizji Fulli Horak, które opisała w książce Święta Pani w rozdziale Zaświaty.

## Zarys fabuły
Fulla Horak (Małgorzata Kożuchowska) spotyka kobietę, której niezachwiana wiara jej imponuje. Pod wpływem tego spotkania decyduje się przemyśleć swoje życie. Pewnej nocy ma wizję, w której odwiedza ją Magdalena Zofia Barat, zmarła 70 lat wcześniej założycielka Zgromadzenia Najświętszego Serca Jezusa. Od tej pory zaczynają odwiedzać ją inne dusze świętych. Wśród nich: św. Jan Bosko, św. Teresa z Lisieux, św. January, św. Andrzej Bobola, św. Jan Maria Vianney, św. Joanna d’Arc.

## Obsada
- Małgorzata Kożuchowska jako Fulla Horak
- Philippe Tłokiński
- Ida Nowakowska
- Kamila Kamińska
- Marcin Kwaśny
- Małgorzata Lewińska
- Olga Bończyk
- Maria Niklińska
- Henryk Gołębiewski
- Dorota Piasecka
- Mateusz Dobies